# Kanji
 Kanji ? (漢字) er de kinesiske tegn, der bruges i det moderne japanske skriftlige logografiske system sammen med hiragana (ひらがな, 平仮名), katakana (カタカナ, 片仮名), arabiske tal og den lejlighedsvise brug af det latinske alfabet. Den japanske term kanji (漢字) betyder han-tegn.
Hvor mange kanji, der er, vides ikke med sikkerhed, men nyere kinesiske ordbøger tæller over 80.000 tegn, men de fleste af disse bruges ikke til daglig i hverken Kina eller Japan. I nutidens Japan lærer eleverne i grundskolen (1-6. klasse) 1.006 kanji, de såkaldte Kyouiku kanji (教育漢字), der i mellemskolen (tre år) og gymnasiet (også tre år) suppleres med yderligere 939 tegn, tilsammen kaldet Jouyou kanji (常用漢字). Til brug i personnavne kommer dertil 983 kanji, der alene eller sammen med Jouyou kanji kaldes Jinmeiyou kanji (人名用漢字).
Omfanget af kanji rummer desuden den japanske industristandard JIS X 0208:1997, der tæller 6.355 kanji. Dertil kommer, at mange kanji kan læses på flere måder eller har forskellige betydninger. Andre kanji end de grundlæggende 1.945 Jouyou kanji forsynes derfor ofte med furigana på skrift, der er små supplerende hiragana og katakana, der viser læsemåden. Furigana benyttes også ved tekster for børn og udlændinge, i manga og i aviser ved sjældne eller usædvanlige læsemåder og kanji.